# 1290
Portal Geschichte | Portal Biografien | Aktuelle Ereignisse | Jahreskalender | Tagesartikel

◄ |
12. Jahrhundert |
13. Jahrhundert
| 14. Jahrhundert | ►

◄ |
1260er |
1270er |
1280er |
1290er
| 1300er | 1310er | 1320er | ►

◄◄ |
◄ |
1286 |
1287 |
1288 |
1289 |
1290
| 1291 | 1292 | 1293 | 1294 | ► | ►►
Staatsoberhäupter  · Nekrolog
| Januar | Januar | Januar | Januar | Januar | Januar | Januar | Januar |
| Kw     | Mo     | Di     | Mi     | Do     | Fr     | Sa     | So     |
| ------ | ------ | ------ | ------ | ------ | ------ | ------ | ------ |
| 52     |        |        |        |        |        |        | 1      |
| 1      | 2      | 3      | 4      | 5      | 6      | 7      | 8      |
| 2      | 9      | 10     | 11     | 12     | 13     | 14     | 15     |
| 3      | 16     | 17     | 18     | 19     | 20     | 21     | 22     |
| 4      | 23     | 24     | 25     | 26     | 27     | 28     | 29     |
| 5      | 30     | 31     |        |        |        |        |        |

| Februar | Februar | Februar | Februar | Februar | Februar | Februar | Februar |
| Kw      | Mo      | Di      | Mi      | Do      | Fr      | Sa      | So      |
| ------- | ------- | ------- | ------- | ------- | ------- | ------- | ------- |
| 5       |         |         | 1       | 2       | 3       | 4       | 5       |
| 6       | 6       | 7       | 8       | 9       | 10      | 11      | 12      |
| 7       | 13      | 14      | 15      | 16      | 17      | 18      | 19      |
| 8       | 20      | 21      | 22      | 23      | 24      | 25      | 26      |
| 9       | 27      | 28      |         |         |         |         |         |

| März | März | März | März | März | März | März | März |
| Kw   | Mo   | Di   | Mi   | Do   | Fr   | Sa   | So   |
| ---- | ---- | ---- | ---- | ---- | ---- | ---- | ---- |
| 9    |      |      | 1    | 2    | 3    | 4    | 5    |
| 10   | 6    | 7    | 8    | 9    | 10   | 11   | 12   |
| 11   | 13   | 14   | 15   | 16   | 17   | 18   | 19   |
| 12   | 20   | 21   | 22   | 23   | 24   | 25   | 26   |
| 13   | 27   | 28   | 29   | 30   | 31   |      |      |

| April | April | April | April | April | April | April | April |
| Kw    | Mo    | Di    | Mi    | Do    | Fr    | Sa    | So    |
| ----- | ----- | ----- | ----- | ----- | ----- | ----- | ----- |
| 13    |       |       |       |       |       | 1     | 2     |
| 14    | 3     | 4     | 5     | 6     | 7     | 8     | 9     |
| 15    | 10    | 11    | 12    | 13    | 14    | 15    | 16    |
| 16    | 17    | 18    | 19    | 20    | 21    | 22    | 23    |
| 17    | 24    | 25    | 26    | 27    | 28    | 29    | 30    |

| Mai | Mai | Mai | Mai | Mai | Mai | Mai | Mai |
| Kw  | Mo  | Di  | Mi  | Do  | Fr  | Sa  | So  |
| --- | --- | --- | --- | --- | --- | --- | --- |
| 18  | 1   | 2   | 3   | 4   | 5   | 6   | 7   |
| 19  | 8   | 9   | 10  | 11  | 12  | 13  | 14  |
| 20  | 15  | 16  | 17  | 18  | 19  | 20  | 21  |
| 21  | 22  | 23  | 24  | 25  | 26  | 27  | 28  |
| 22  | 29  | 30  | 31  |     |     |     |     |

| Juni | Juni | Juni | Juni | Juni | Juni | Juni | Juni |
| Kw   | Mo   | Di   | Mi   | Do   | Fr   | Sa   | So   |
| ---- | ---- | ---- | ---- | ---- | ---- | ---- | ---- |
| 22   |      |      |      | 1    | 2    | 3    | 4    |
| 23   | 5    | 6    | 7    | 8    | 9    | 10   | 11   |
| 24   | 12   | 13   | 14   | 15   | 16   | 17   | 18   |
| 25   | 19   | 20   | 21   | 22   | 23   | 24   | 25   |
| 26   | 26   | 27   | 28   | 29   | 30   |      |      |

| Juli | Juli | Juli | Juli | Juli | Juli | Juli | Juli |
| Kw   | Mo   | Di   | Mi   | Do   | Fr   | Sa   | So   |
| ---- | ---- | ---- | ---- | ---- | ---- | ---- | ---- |
| 26   |      |      |      |      |      | 1    | 2    |
| 27   | 3    | 4    | 5    | 6    | 7    | 8    | 9    |
| 28   | 10   | 11   | 12   | 13   | 14   | 15   | 16   |
| 29   | 17   | 18   | 19   | 20   | 21   | 22   | 23   |
| 30   | 24   | 25   | 26   | 27   | 28   | 29   | 30   |
| 31   | 31   |      |      |      |      |      |      |

| August | August | August | August | August | August | August | August |
| Kw     | Mo     | Di     | Mi     | Do     | Fr     | Sa     | So     |
| ------ | ------ | ------ | ------ | ------ | ------ | ------ | ------ |
| 31     |        | 1      | 2      | 3      | 4      | 5      | 6      |
| 32     | 7      | 8      | 9      | 10     | 11     | 12     | 13     |
| 33     | 14     | 15     | 16     | 17     | 18     | 19     | 20     |
| 34     | 21     | 22     | 23     | 24     | 25     | 26     | 27     |
| 35     | 28     | 29     | 30     | 31     |        |        |        |

| September | September | September | September | September | September | September | September |
| Kw        | Mo        | Di        | Mi        | Do        | Fr        | Sa        | So        |
| --------- | --------- | --------- | --------- | --------- | --------- | --------- | --------- |
| 35        |           |           |           |           | 1         | 2         | 3         |
| 36        | 4         | 5         | 6         | 7         | 8         | 9         | 10        |
| 37        | 11        | 12        | 13        | 14        | 15        | 16        | 17        |
| 38        | 18        | 19        | 20        | 21        | 22        | 23        | 24        |
| 39        | 25        | 26        | 27        | 28        | 29        | 30        |           |

| Oktober | Oktober | Oktober | Oktober | Oktober | Oktober | Oktober | Oktober |
| Kw      | Mo      | Di      | Mi      | Do      | Fr      | Sa      | So      |
| ------- | ------- | ------- | ------- | ------- | ------- | ------- | ------- |
| 39      |         |         |         |         |         |         | 1       |
| 40      | 2       | 3       | 4       | 5       | 6       | 7       | 8       |
| 41      | 9       | 10      | 11      | 12      | 13      | 14      | 15      |
| 42      | 16      | 17      | 18      | 19      | 20      | 21      | 22      |
| 43      | 23      | 24      | 25      | 26      | 27      | 28      | 29      |
| 44      | 30      | 31      |         |         |         |         |         |

| November | November | November | November | November | November | November | November |
| Kw       | Mo       | Di       | Mi       | Do       | Fr       | Sa       | So       |
| -------- | -------- | -------- | -------- | -------- | -------- | -------- | -------- |
| 44       |          |          | 1        | 2        | 3        | 4        | 5        |
| 45       | 6        | 7        | 8        | 9        | 10       | 11       | 12       |
| 46       | 13       | 14       | 15       | 16       | 17       | 18       | 19       |
| 47       | 20       | 21       | 22       | 23       | 24       | 25       | 26       |
| 48       | 27       | 28       | 29       | 30       |          |          |          |

| Dezember | Dezember | Dezember | Dezember | Dezember | Dezember | Dezember | Dezember |
| Kw       | Mo       | Di       | Mi       | Do       | Fr       | Sa       | So       |
| -------- | -------- | -------- | -------- | -------- | -------- | -------- | -------- |
| 48       |          |          |          |          | 1        | 2        | 3        |
| 49       | 4        | 5        | 6        | 7        | 8        | 9        | 10       |
| 50       | 11       | 12       | 13       | 14       | 15       | 16       | 17       |
| 51       | 18       | 19       | 20       | 21       | 22       | 23       | 24       |
| 52       | 25       | 26       | 27       | 28       | 29       | 30       | 31       |

| Januar | Januar | Januar | Januar | Januar | Januar | Januar | Januar |
| Kw     | Mo     | Di     | Mi     | Do     | Fr     | Sa     | So     |
| ------ | ------ | ------ | ------ | ------ | ------ | ------ | ------ |
| 52     |        |        |        |        |        |        | 1      |
| 1      | 2      | 3      | 4      | 5      | 6      | 7      | 8      |
| 2      | 9      | 10     | 11     | 12     | 13     | 14     | 15     |
| 3      | 16     | 17     | 18     | 19     | 20     | 21     | 22     |
| 4      | 23     | 24     | 25     | 26     | 27     | 28     | 29     |
| 5      | 30     | 31     |        |        |        |        |        |

| Februar | Februar | Februar | Februar | Februar | Februar | Februar | Februar |
| Kw      | Mo      | Di      | Mi      | Do      | Fr      | Sa      | So      |
| ------- | ------- | ------- | ------- | ------- | ------- | ------- | ------- |
| 5       |         |         | 1       | 2       | 3       | 4       | 5       |
| 6       | 6       | 7       | 8       | 9       | 10      | 11      | 12      |
| 7       | 13      | 14      | 15      | 16      | 17      | 18      | 19      |
| 8       | 20      | 21      | 22      | 23      | 24      | 25      | 26      |
| 9       | 27      | 28      |         |         |         |         |         |

| März | März | März | März | März | März | März | März |
| Kw   | Mo   | Di   | Mi   | Do   | Fr   | Sa   | So   |
| ---- | ---- | ---- | ---- | ---- | ---- | ---- | ---- |
| 9    |      |      | 1    | 2    | 3    | 4    | 5    |
| 10   | 6    | 7    | 8    | 9    | 10   | 11   | 12   |
| 11   | 13   | 14   | 15   | 16   | 17   | 18   | 19   |
| 12   | 20   | 21   | 22   | 23   | 24   | 25   | 26   |
| 13   | 27   | 28   | 29   | 30   | 31   |      |      |

| April | April | April | April | April | April | April | April |
| Kw    | Mo    | Di    | Mi    | Do    | Fr    | Sa    | So    |
| ----- | ----- | ----- | ----- | ----- | ----- | ----- | ----- |
| 13    |       |       |       |       |       | 1     | 2     |
| 14    | 3     | 4     | 5     | 6     | 7     | 8     | 9     |
| 15    | 10    | 11    | 12    | 13    | 14    | 15    | 16    |
| 16    | 17    | 18    | 19    | 20    | 21    | 22    | 23    |
| 17    | 24    | 25    | 26    | 27    | 28    | 29    | 30    |

| Mai | Mai | Mai | Mai | Mai | Mai | Mai | Mai |
| Kw  | Mo  | Di  | Mi  | Do  | Fr  | Sa  | So  |
| --- | --- | --- | --- | --- | --- | --- | --- |
| 18  | 1   | 2   | 3   | 4   | 5   | 6   | 7   |
| 19  | 8   | 9   | 10  | 11  | 12  | 13  | 14  |
| 20  | 15  | 16  | 17  | 18  | 19  | 20  | 21  |
| 21  | 22  | 23  | 24  | 25  | 26  | 27  | 28  |
| 22  | 29  | 30  | 31  |     |     |     |     |

| Juni | Juni | Juni | Juni | Juni | Juni | Juni | Juni |
| Kw   | Mo   | Di   | Mi   | Do   | Fr   | Sa   | So   |
| ---- | ---- | ---- | ---- | ---- | ---- | ---- | ---- |
| 22   |      |      |      | 1    | 2    | 3    | 4    |
| 23   | 5    | 6    | 7    | 8    | 9    | 10   | 11   |
| 24   | 12   | 13   | 14   | 15   | 16   | 17   | 18   |
| 25   | 19   | 20   | 21   | 22   | 23   | 24   | 25   |
| 26   | 26   | 27   | 28   | 29   | 30   |      |      |

| Juli | Juli | Juli | Juli | Juli | Juli | Juli | Juli |
| Kw   | Mo   | Di   | Mi   | Do   | Fr   | Sa   | So   |
| ---- | ---- | ---- | ---- | ---- | ---- | ---- | ---- |
| 26   |      |      |      |      |      | 1    | 2    |
| 27   | 3    | 4    | 5    | 6    | 7    | 8    | 9    |
| 28   | 10   | 11   | 12   | 13   | 14   | 15   | 16   |
| 29   | 17   | 18   | 19   | 20   | 21   | 22   | 23   |
| 30   | 24   | 25   | 26   | 27   | 28   | 29   | 30   |
| 31   | 31   |      |      |      |      |      |      |

| August | August | August | August | August | August | August | August |
| Kw     | Mo     | Di     | Mi     | Do     | Fr     | Sa     | So     |
| ------ | ------ | ------ | ------ | ------ | ------ | ------ | ------ |
| 31     |        | 1      | 2      | 3      | 4      | 5      | 6      |
| 32     | 7      | 8      | 9      | 10     | 11     | 12     | 13     |
| 33     | 14     | 15     | 16     | 17     | 18     | 19     | 20     |
| 34     | 21     | 22     | 23     | 24     | 25     | 26     | 27     |
| 35     | 28     | 29     | 30     | 31     |        |        |        |

| September | September | September | September | September | September | September | September |
| Kw        | Mo        | Di        | Mi        | Do        | Fr        | Sa        | So        |
| --------- | --------- | --------- | --------- | --------- | --------- | --------- | --------- |
| 35        |           |           |           |           | 1         | 2         | 3         |
| 36        | 4         | 5         | 6         | 7         | 8         | 9         | 10        |
| 37        | 11        | 12        | 13        | 14        | 15        | 16        | 17        |
| 38        | 18        | 19        | 20        | 21        | 22        | 23        | 24        |
| 39        | 25        | 26        | 27        | 28        | 29        | 30        |           |

| Oktober | Oktober | Oktober | Oktober | Oktober | Oktober | Oktober | Oktober |
| Kw      | Mo      | Di      | Mi      | Do      | Fr      | Sa      | So      |
| ------- | ------- | ------- | ------- | ------- | ------- | ------- | ------- |
| 39      |         |         |         |         |         |         | 1       |
| 40      | 2       | 3       | 4       | 5       | 6       | 7       | 8       |
| 41      | 9       | 10      | 11      | 12      | 13      | 14      | 15      |
| 42      | 16      | 17      | 18      | 19      | 20      | 21      | 22      |
| 43      | 23      | 24      | 25      | 26      | 27      | 28      | 29      |
| 44      | 30      | 31      |         |         |         |         |         |

| November | November | November | November | November | November | November | November |
| Kw       | Mo       | Di       | Mi       | Do       | Fr       | Sa       | So       |
| -------- | -------- | -------- | -------- | -------- | -------- | -------- | -------- |
| 44       |          |          | 1        | 2        | 3        | 4        | 5        |
| 45       | 6        | 7        | 8        | 9        | 10       | 11       | 12       |
| 46       | 13       | 14       | 15       | 16       | 17       | 18       | 19       |
| 47       | 20       | 21       | 22       | 23       | 24       | 25       | 26       |
| 48       | 27       | 28       | 29       | 30       |          |          |          |

| Dezember | Dezember | Dezember | Dezember | Dezember | Dezember | Dezember | Dezember |
| Kw       | Mo       | Di       | Mi       | Do       | Fr       | Sa       | So       |
| -------- | -------- | -------- | -------- | -------- | -------- | -------- | -------- |
| 48       |          |          |          |          | 1        | 2        | 3        |
| 49       | 4        | 5        | 6        | 7        | 8        | 9        | 10       |
| 50       | 11       | 12       | 13       | 14       | 15       | 16       | 17       |
| 51       | 18       | 19       | 20       | 21       | 22       | 23       | 24       |
| 52       | 25       | 26       | 27       | 28       | 29       | 30       | 31       |

## Ereignisse

### Politik und Weltgeschehen

#### Westeuropa
- 18. Juli: In England wird ein judenfeindlicher Erlass des Königs Edward I. verkündet, der alle Juden mit Frist bis Ende Oktober aus dem Land weist.
- König Dinis von Portugal erklärt die portugiesische Sprache zur offiziellen Landessprache.

#### Heiliges Römisches Reich
- Die Reichsstadt Duisburg wird für 2000 Silbermark an den Grafen von Kleve verpfändet und verliert so ihre Reichsfreiheit.

#### Skandinavien
- 18. Dezember: Nach dem Tod von Magnus I. wird sein zehnjähriger Sohn Birger König von Schweden. Unter Reichsmarschall Torgils Knutsson wird eine Vormundschaftsregierung gebildet.

#### Osteuropa
- 10. Juli: König Ladislaus IV. von Ungarn, zugleich König von Kroatien, Dalmatien und Rama, wird von Kumanen ermordet. Da er keine Nachkommen hinterlässt, wird Andreas III. aus einer Seitenlinie der Arpaden von Italien nach Ungarn geholt und zum neuen König gekrönt. Im gleichen Jahr heiratet er die polnische Fürstentochter Fenena von Kujawien.

#### Levante
- August: In Akkon, einer der letzten Bastionen des Königreichs Jerusalem, des letzten der vier Kreuzfahrerstaaten im „Heiligen Land“, kommt es zu einem Massaker an muslimischen Händlern durch betrunkene, demoralisierte Kreuzfahrer. Qalawun, Sultan der Mamluken aus der Bahri-Dynastie in Ägypten, verlangt daraufhin die Auslieferung der Täter und eine hohe Entschädigungszahlung, was von den Stadtherren Akkons abgelehnt wird. Qalawun beginnt daraufhin ein Heer aufzustellen.
- 5. November: Das Heer setzt sich in Richtung Syrien in Bewegung. Doch am 11. November stirbt Sultan Qalawun. Überraschenderweise kann sich Qalawuns Sohn al-Ashraf Chalil ohne die sonst üblichen Wirren binnen weniger Wochen als Sultan durchsetzen und führt den Plan seines Vaters entschieden weiter. Wegen der fortgeschrittenen Jahreszeit verschiebt er den Angriff jedoch auf den nächsten Frühling.

#### Afrika
- um 1290: Mit dem Niedergang von Mapungubwe beginnt der Aufstieg Groß-Simbabwes.

#### Urkundliche Ersterwähnungen
- Conters im Prättigau, Göschenen, Röschenz, Saas im Prättigau und Uhwiesen werden erstmals urkundlich erwähnt.

### Wissenschaft und Technik
- 1. März: Die Universitäten zu Coimbra, Lissabon und Marcerata werden gegründet.
- um 1290: Die arabische Arzneimittellehre Aggregator wird in die lateinische Sprache übersetzt.

### Kultur
- Ältestes französisches Kochbuch
- Vielleicht ausgelöst durch den Tod seiner Jugendliebe Beatrice beginnt Dante mit der Planung zu seinem Hauptwerk, der Göttlichen Komödie (geschrieben von 1307 bis 1321).
- Spätestens in diesem Jahr entsteht Unser frouwen leich, der Marienleich, das bestüberlieferte Werk Frauenlobs, das seinen Namen Vrouwenlop begründet haben dürfte.
- um 1290: Aufkommen der italienischen Gotik
- um 1290: In Faenza (Italien) entsteht eine Tonwarenindustrie; daraus leitet sich der Begriff Fayence für die weiß glasierte, bemalte Keramik ab.
- um 1290: Das Straßburger Münster erhält Glasmalereien im nördlichen Seitenschiff und einen reichen bildnerischen Schmuck der drei Westportale, was eine neue Entwicklung der deutschen Bildnerei einleitet.
- um 1290: Giotto di Bondone beginnt in der Oberkirche von San Francesco in Assisi mit selbständigen Arbeiten.

### Gesellschaft
- Im Herzogtum Liegnitz wird der Orden der alten Hacke gegründet, dessen Anliegen ist, Ritter für die Zeit von Not und Gefahr zu sensibilisieren.
- König Johann I. von Kastilien gründet den Orden von der Taube. Ziel des Ordens ist die Verteidigung des katholischen Glaubens und der Schutz der Waisen. Die Ritter müssen eheliche Keuschheit geloben.

### Religion
- um 1290: Gertrud von Helfta beteiligt sich auch an der Aufzeichnung der Offenbarungen ihrer Mitschwester Mechthild von Hackeborn, dem Liber specialis gratiae.
- um 1290: Der Augustiner Heinrich von Friemar (Augustinerkloster in Erfurt) wird zum ersten Mal Provinzial.

## Geboren

### Geburtsdatum gesichert
- 4. August: Leopold I., Herzog von Österreich († 1326)
- 15. Oktober: Anna Přemyslovna, Königin von Böhmen († 1313)

### Genaues Geburtsdatum unbekannt
- Butön Rinchen Drub, Person des tibetischen Buddhismus († 1364)
- Matthias von Arras, französischer Architekt und Baumeister († 1352)
- Taddeo Gaddi, italienischer Maler († 1366)
- Johann Parricida, Herzog von Österreich und Steyer († 1313)
- Viola Elisabeth von Teschen, Königin von Ungarn und Böhmen († 1317)
- Giovanni Visconti, Sohn des Matteo I. Visconti († 1354)

### Geboren um 1290
- Richard Airmyn, englischer Kleriker († um 1340)
- Thomas Bradwardine, Mathematiker und Erzbischof von Canterbury († 1349)
- Johann II. von Bubenberg, Schultheiss von Bern († um 1369)
- Clemens VI., Papst († 1352)
- Franz von Prag, böhmischer Chronist († um 1362)
- Hermann von Schildesche, Augustiner-Eremit und theologischer Schriftsteller († 1357)
- Maud de Burgh, anglo-irischer Adelige († 1320)
- Niccolò de’ Rossi, italienischer Dichter und Jurist († nach 1348)
- Isabel le Despenser, englische Adelige († 1334)
- John Maltravers, englischer Adeliger und Höfling († 1364)
- Maurice Moray, schottischer Adeliger († 1346)
- Agnolo di Ventura, italienischer Architekt und Bildhauer († um 1349)

## Gestorben

### Todesdatum gesichert
- 25. Januar: Heinrich II., Graf von Hoya
- 28. Januar: Johann I., Graf der vorderen Grafschaft Sponheim (* um 1247)
- 3. Februar: Heinrich XIII., Herzog von Bayern (* 1235)
- 26. März: John Kirkby, englischer Beamter und Geistlicher, sowie Bischof von Ely
- 9. April: Winrich, Abt des Zisterzienserklosters Ebrach
- 3. Juni: Friedrich von Montfort, Bischof von Chur

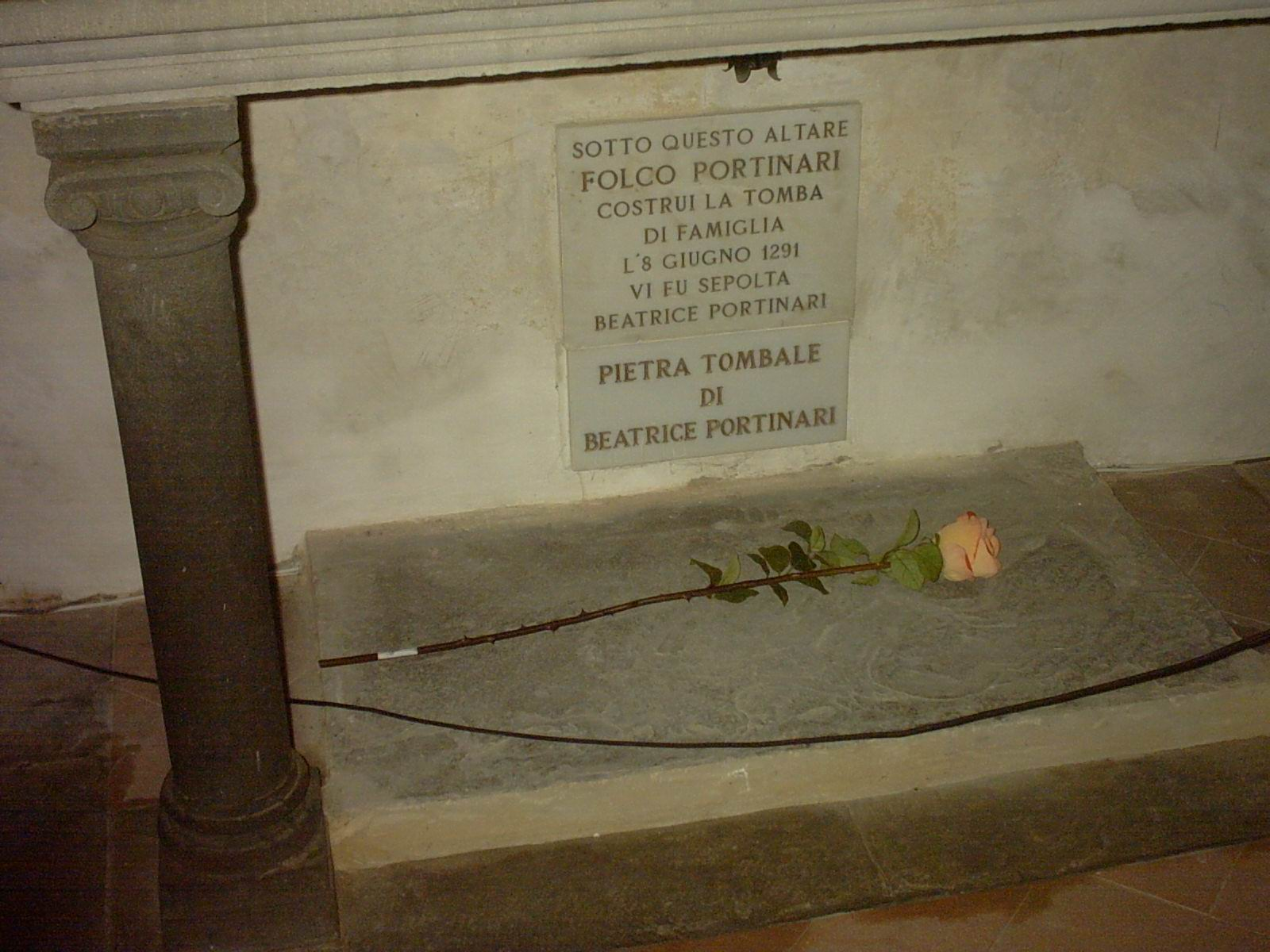
Gedenktafel für Beatrice Portinari an der Familiengrabstätte Portinari in Santa Margherita dei Cerchi, Florenz

- 8. Juni: Beatrice Portinari, Florentiner Bankierstochter, möglicherweise Jugendschwarm Dante Alighieris (* 1266)
- 23. Juni: Heinrich IV., Oberherzog von Polen und Herzog von Breslau (* um 1256)
- 10. Juli: Ladislaus IV., König von Ungarn (* 1262)
- 3. August: Rudolf von Hoheneck, Erzbischof von Salzburg
- 24. August: Zawisch von Falkenstein, bedeutender Adliger aus dem Geschlecht der Witigonen (* um 1250)
- 11. November: Qalawun, Sultan der Mamluken in Ägypten (* 1222)
- 28. November: Eleonore von Kastilien, Königin von England (* 1241)
- 18. Dezember: Hermann I. von Henneberg, Graf von Henneberg (* 1224)
- 18. Dezember: Magnus I., König von Schweden (* 1240)
- 21. Dezember: Gerhard I., Graf von Holstein-Itzehoe (* 1232)

### Genaues Todesdatum unbekannt
- Mai: Alice de Lusignan, französisch-englische Adelige (* 1236)
- um den 26. September: Margarete, norwegische Königstochter, designierte Königin von Schottland (* 1283)
- Alv Erlingsson, norwegischer Lehnsmann und Jarl
- Elisabeth von Cumania, Königin von Ungarn (* 1240)
- Gregor II. von Zypern, Patriarch von Konstantinopel (* 1241)
- Johann von Bardewik, Bürgermeister der Hansestadt Lübeck
- Jorays, Beamter im nubischen Reich von Makuria
- Bonagiunta Orbicciani, italienischer Dichter (* 1220)
- Witiko II., Herr von Krumau

### Gestorben um 1290
- Albert II. von Störmede, Truchsess der Herren von Lippe und Marschall von Westfalen